# 阿尔卡季耶夫卡村委员会
阿尔卡季耶夫卡村委员会（俄语：Аркадьевский сельсовет）是俄罗斯联邦阿穆尔州阿尔哈拉区所属的一个村委员会。其下辖有2个居民点，行政中心为阿尔卡季耶夫卡。据2016年统计，该村委员会的人口为731人。